# لوئیس ایسلاس
لوئیس آلبرتو ایسلاس رانیِری (اسپانیایی: Luis Alberto Islas Ranieri‎؛ زادهٔ ۲۲ دسامبر ۱۹۶۵) بازیکن فوتبال اهل آرژانتین است.
از باشگاه‌هایی که در آن بازی کرده‌استُ می‌توان به اتلتیکو ایندپندینته، نیولز اولد بویز، اتلتیکو هوراکان، اتلتیکو تیگره، استودیانتس، اتلتیکو مادرید، اتلتیکو ایندپندینته و اتلتیکو ایندپندینته اشاره کرد. وی همچنین در تیم ملی فوتبال آرژانتین بازی کرده است.